# Route nationale 856
Die Route nationale 856, kurz N 856 oder RN 856, ist eine ehemalige französische Nationalstraße.
Diese Straßennummer wurde 1957 in das Nationalstraßennetz aufgenommen. Sie geht auf die Départementstraße 18 zurück. Die Straße zweigte von der damaligen Nationalstraße N 53BIS (zwischenzeitlich als Nationalstraße N 153; heute als Departement-Straße D 654 beschildert) in Sierck-les-Bains ab und führte über Kirschnaumen und Colmen zur deutschen Grenze bei Niedaltdorf.
1973 wurde die Straße zu einer Département-Straße herabgestuft und trägt seitdem die Nummer D 956. Die Straße liegt komplett im Département Moselle. Westlich von Kirschnaumen kreuzte sie die auch nicht mehr existente Nationalstraße N 855 (heute als Departement-Straße D 855 gekennzeichnet).